# Yuko (judo)
Yugo of yuko was de een na laagste score die gehaald kon worden in een judowedstrijd, de score kwam overeen met vijf judopunten. 
Deze score werd behaald als een techniek redelijk werd uitgevoerd en de tegenstander op zijn zij kwam. Kwam de judoka vol op zijn rug en werd de techniek goed uitgevoerd dan werd (nog steeds) een ippon gegeven, ook wel een volpunt genoemd. Een yuko verscheen ook op het scorebord als de tegenstander zijn tweede shido kreeg, dit was een strafpunt.